# ویلیام مول، اول ارل پانمور
ویلیام مول، اول ارل پانمور (انگلیسی: William Maule, 1st Earl Panmure; ۱ ژانویهٔ ۱۷۰۰ – ۱ ژانویهٔ ۱۷۸۲) نظامی و سیاستمدار اهل پادشاهی بریتانیای کبیر بود.